# Possessões da Noruega
As possessões do Reino da Noruega são as ilhas Svalbard (ao qual foi pretendido pela Rússia e pelos Países Baixos, questão resolvida com o Tratado de Svalbard), ilha de Jan Mayen e a ilha localizada próximo à Antártica Ilha de D. Pedro I. E reclama a possessão do terrritório antártico Terra da Rainha Maud.